# Силлах, Исмаил Мухаммедович
Исмаил Мухамедович Силлах (укр. Ісмаїл Сіллах Махмед; р. 9 февраля 1985, Мариуполь, УССР) — украинский боксёр-профессионал, выступающий в полутяжёлой весовой категории. Серебряный призёр чемпионата мира 2005 года, серебряный призёр чемпионата Европы 2006 года среди любителей. Чемпион Северной Америки по версии NABF в полутяжёлом весе (2010—2012). Бывший претендент на титул чемпиона мира.

## Биография
Родился в студенческой семье. Мать — уроженка города Жданова, окончила школу с золотой медалью, училась в Запорожском мединституте. Отец — выходец из африканского государства Сьерра-Леоне — приехал в Советский Союз получить образование. У Исмаила есть два брата, старший Аджик и младший Стефан.

## Любительская карьера
На любительском ринге провёл 318 поединков, в 302 одержал победу.
- 2000 Завоевал серебряную медаль на юношеском чемпионате Европы в весовой категории до 57 кг. Проиграл в финале румыну Йонцу Георге.
- 2001 Завоевал золотую медаль на юношеском чемпионате Европы в весовой категории до 67 кг. Нокаутировал в финале россиянина Дмитрия Чудинова. Завоевал золотую медаль на юношеском чемпионате мира. В полуфинале победил россиянина Артура Бетербиева, в финале — азербайджанца Эльчина Ализаде.
- 2002 Серебряный призёр президентского Кубка Польши. Победитель международного турнира в Венгрии. Четвертьфиналист юношеского чемпионата мира в весовой категории до 71 кг, проиграл ирландцу Энди Ли.
- 2003 Победитель международного турнира в России в весовой категории до 75 кг. Победил в финале кубинца Юниера Дортикоса. Четвертьфиналист юношеского чемпионата Европы, проиграл россиянину Егору Мехонцеву. Победитель международного турнира «Кубок Чёрного моря» на Украине.
- 2004 Серебряный призёр международного турнира в России. Проиграл в финале Гайдарбеку Гайдарбекову. Победитель международного турнира в Финляндии, нокаутировал в финале гамбийца Бадоу Джека. Чемпион Украины в весовой категории до 75 кг.
- 2005 Победитель международного турнира в Норвегии. Чемпион Украины. Участник Кубка мира, выиграл во всех своих поединках. Серебряный призёр Чемпионата мира. Проиграл в финале россиянину Матвею Коробову.
- 2006 Победитель международного турнира в Турции. Серебряный призёр Чемпионата Европы, проиграл в финале россиянину Артуру Бетербиеву в весовой категории до 81 кг. Участник Кубка мира, победил нокаутом южноафриканца Табисо Мчуну и проиграл россиянину Артуру Бетербиеву.
- 2007 Победитель международного турнира Братьев Кличко на Украине, победил в финале узбекистанца Аббоса Атоева. Серебряный призёр международного турнира в Турции.
- 2008 Победитель квалификационного олимпийского турнира в Турции. Позже был обвинён в употреблении допинга и дисквалифицирован на 2 года[1].

## Профессиональная карьера
В 2008 году Силлах решил не ждать окончания срока дисквалификации в любительском боксе и перешёл в профессионалы.
3 апреля 2010 года Силлах нокаутировал американца Даниэля Джуду и завоевал титул чемпиона Северной Америки по версии NABF в полутяжёлом весе.
В 2012 году неожиданно проиграл нокаутом россиянину Денису Грачёву. После этого поражения, Силлах перешёл в первый тяжелый вес. Победил четырёх малоизвестных боксёров, включая россиянина Константина Питернова, которого нокаутировал в августе 2013 года.

### Бой с Сергеем Ковалёвым
Исмаил Силлах стал первым соперником Сергея Ковалёва после завоевания последним титула чемпиона мира по версии WBO. В первом раунде соперники присматривались друг к другу, и победу в раунде с небольшим перевесом одержал Силлах. Однако уже в начале второго раунда Ковалёв отправил претендента в нокдаун встречным правым ударом в область левого виска. Силлах поднялся до окончания счёта рефери, но не смог оправиться от потрясения. В первой же атаке после нокдауна Ковалёв отправил соперника в тяжёлый нокаут.

## Статистика профессиональных боёв
В таблице перечислены результаты всех поединков боксёров.
В каждой строке указан результат поединка. Дополнительно номер поединка обозначен цветом, который обозначает итог поединка. Расшифровка обозначений и цветов представлена в нижеследующей таблице.
| Пример | Расшифровка                     |
| ------ | ------------------------------- |
|        | Победа                          |
|        | Ничья                           |
|        | Поражение                       |
|        | Планируемый поединок            |
|        | Поединок признан несостоявшимся |
| КО     | Нокаут                          |
| ТКО    | Технический нокаут              |
| PTS    | Решение судей (по очкам)        |
| UD     | Единогласное решение судей      |
| MD     | Решение большинства судей       |
| SD     | Раздельное решение судей        |
| RTD    | Отказ от продолжения боя        |
| DQ     | Дисквалификация                 |
| NC     | Поединок признан несостоявшимся |

| 34 поединка, 27 побед (21 нокаутом), 7 поражений. | 34 поединка, 27 побед (21 нокаутом), 7 поражений. | 34 поединка, 27 побед (21 нокаутом), 7 поражений. | 34 поединка, 27 побед (21 нокаутом), 7 поражений. | 34 поединка, 27 побед (21 нокаутом), 7 поражений. | 34 поединка, 27 побед (21 нокаутом), 7 поражений. | 34 поединка, 27 побед (21 нокаутом), 7 поражений. | 34 поединка, 27 побед (21 нокаутом), 7 поражений.                                           |
| Результат                                         | Соперник                                          | Показатели соперника                              | Тип                                               | Раунд, Время                                      | Дата боя                                          | Место проведения боя                              | Комментарии                                                                                 |
| ------------------------------------------------- | ------------------------------------------------- | ------------------------------------------------- | ------------------------------------------------- | ------------------------------------------------- | ------------------------------------------------- | ------------------------------------------------- | ------------------------------------------------------------------------------------------- |
| 27-7                                              | Андрей Мангушев                                   | 4-0                                               | TKO                                               | 3 (8), 0:44                                       | 20 августа 2021                                   | Майами, США                                       | Бой за вакантный титул чемпиона США по версии NABA.                                         |
| 27-6                                              | Хулио Алькантар Майорс                            | 2-6-1                                             | KO                                                | 2 (6), 0:51                                       | 14 декабря 2018                                   | Тихуана, Мексика                                  |                                                                                             |
| 26-6                                              | Виктор Альфонсо Леон                              | 9-9                                               | TKO                                               | 2 (6), 1:04                                       | 26 октября 2018                                   | Тихуана, Мексика                                  |                                                                                             |
| 25-6                                              | Анджей Фонфара                                    | 29-5                                              | TKO                                               | 6 (10), 2:14                                      | 16 июня 2018                                      | Варшава, Польша                                   |                                                                                             |
| 25-5                                              | Алексей Папин                                     | 8-0                                               | KO                                                | 1 (10), 2:07                                      | 27 ноября 2017                                    | Москва, Россия                                    |                                                                                             |
| 25-4                                              | Матеуш Мастернак                                  | 38-4                                              | UD                                                | 10                                                | 24 июня 2017                                      | Гданьск, Польша                                   | Счёт: 93-95, 92-96, 93-95.                                                                  |
| 25-3                                              | Андрей Князев                                     | 14-4                                              | TD                                                | 9 (10)                                            | 23 декабря 2016                                   | Сучжоу КНР                                        | Завоевал вакантный титул WBO Asia Pacific. Счёт: 88-83, 87-84, 86-85.                       |
| 24-3                                              | Брэд Остин                                        | 11-21                                             | KO                                                | 2 (6), 1:46                                       | 4 ноября 2016                                     | Литл-Рок, США                                     |                                                                                             |
| 23-3                                              | Максим Власов                                     | 33-2                                              | TKO                                               | 3 (10), 0:23                                      | 2 июня 2016                                       | Москва, Россия                                    | Власов в нокдауне в первом раунде.                                                          |
| 23-2                                              | Георгий Тевдорашвили                              | 22-14-3                                           | TKO                                               | 1 (8), 2:17                                       | 31 октября 2015                                   | Кривой Рог, Украина                               |                                                                                             |
| 22-2                                              | Артур Куликаускис                                 | 16-24-5                                           | UD                                                | 8                                                 | 13 июня 2015                                      | Черкассы, Украина                                 |                                                                                             |
| 21-2                                              | Сергей Ковалёв                                    | 22-0-1                                            | KO                                                | 2 (12), 0:52                                      | 30 ноября 2013                                    | Квебек-Сити, Канада                               | Бой за титул WBO. Силлах в нокдауне во 2 раунде.                                            |
| 21-1                                              | Константин Питернов                               | 13-3                                              | RTD                                               | 6 (10), 3:00                                      | 24 августа 2013                                   | Донецк, Украина                                   |                                                                                             |
| 20-1                                              | Альваро Энрикес                                   | 12-11-2                                           | TKO                                               | 1 (8), 1:58                                       | 28 июня 2013                                      | Монтебелло (Калифорния), США                      |                                                                                             |
| 19-1                                              | Митч Уильямс                                      | 7-2-1                                             | UD                                                | 8                                                 | 30 марта 2013                                     | Лос-Анджелес, США                                 | 79-72, 79-72, 79-72. Уильямс в нокдауне в 4 раунде.                                         |
| 18-1                                              | Дэниел Адоти Аллоти                               | 14-3                                              | KO                                                | 2 (8), 2:45                                       | 23 февраля 2013                                   | Монтебелло (Калифорния), США                      |                                                                                             |
| 17-1                                              | Денис Грачёв                                      | 11-0-1                                            | TKO                                               | 8 (10), 2:18                                      | 27 апреля 2012                                    | Остин (Техас), США                                | Потерял титул NABF в полутяжелом весе. Грачёв в нокдауне в 3 раунде.                        |
| 17-0                                              | Али Исмаилов                                      | 18-7-1                                            | TKO                                               | 4 (10), 2:06                                      | 4 ноября 2011                                     | Москва, Россия                                    |                                                                                             |
| 16-0                                              | Хамза Вандера                                     | 12-2-2                                            | TKO                                               | 3 (10), 2:03                                      | 21 мая 2011                                       | Москва, Россия                                    | Вандера в нокдауне в 3 раунде.                                                              |
| 15-0                                              | Йорданис Деспейн                                  | 8-0                                               | UD                                                | 10                                                | 4 марта 2011                                      | Буэна-Виста, США                                  | 98-91, 98-91, 99-90. Деспейн в нокдауне во 2 раунде. Защитил титул NABF в полутяжелом весе. |
| 14-0                                              | Рейко Сондерс                                     | 20-12-2                                           | UD                                                | 10                                                | 17 декабря 2010                                   | Монровилл, США                                    | 99-88, 99-89, 99-89. Сондерс 2 раза в нокдауне в 10 раунде.                                 |
| 13-0                                              | Евгений Андреев                                   | 5-33                                              | TKO                                               | 5 (8)                                             | 9 октября 2010                                    | София, Болгария                                   |                                                                                             |
| 12-0                                              | Дэниел Джуда                                      | 23-4-3                                            | TKO                                               | 2 (10), 0:49                                      | 3 апреля 2010                                     | Лас-Вегас, США                                    | Выиграл вакантный титул NABF в полутяжелом весе.                                            |
| 11-0                                              | Ларри Прайор                                      | 6-6                                               | TKO                                               | 4 (6), 0:46                                       | 6 февраля 2010                                    | Ньюарк (Нью-Джерси), США                          |                                                                                             |
| 10-0                                              | Джулиус Джексон                                   | 3-5                                               | TKO                                               | 1 (6), 1:27                                       | 16 января 2010                                    | Лас-Вегас, США                                    | Джексон 1 раз в нокдауне.                                                                   |
| 9-0                                               | Рэй Смит                                          | 9-3                                               | TKO                                               | 2 (6), 1:55                                       | 15 августа 2009                                   | Лас-Вегас, США                                    |                                                                                             |
| 8-0                                               | Дэвид Уиттом                                      | 10-8-1                                            | TKO                                               | 6 (6), 2:25                                       | 9 мая 2009                                        | Лас-Вегас, США                                    |                                                                                             |
| 7-0                                               | Карлос Рейес                                      | 4-1                                               | KO                                                | 3 (6), 1:42                                       | 27 марта 2009                                     | Лос-Анджелес, США                                 |                                                                                             |
| 6-0                                               | Хосе Умберто Корраль                              | 16-11                                             | TKO                                               | 2 (4), 1:32                                       | 20 декабря 2008                                   | Инглвуд (Калифорния), США                         |                                                                                             |
| 5-0                                               | Деуэйн Уоррен                                     | 2-4                                               | KO                                                | 1 (6), 0:54                                       | 7 ноября 2008                                     | Сисеро (Иллинойс), США                            |                                                                                             |
| 4-0                                               | Армен Азизян                                      | 9-8                                               | UD                                                | 6                                                 | 11 октября 2008                                   | Берлин, Германия                                  | Азизян в нокдауне в 4 раунде.                                                               |
| 3-0                                               | Уолтер Эдвардс                                    | 1-2                                               | TKO                                               | 1 (4)                                             | 15 августа 2008                                   | Вашингтон, США                                    |                                                                                             |
| 2-0                                               | Хосе Грейс                                        | 4-2                                               | KO                                                | 1 (4), 1:01                                       | 24 июля 2008                                      | Сан-Диего, США                                    |                                                                                             |
| 1-0                                               | Мэтт Халворсен                                    | 3-4                                               | KO                                                | 1 (4), 1:18                                       | 18 июля 2008                                      | Примм (Невада), США                               |                                                                                             |

## Прочие факты биографии
- Болельщик «Динамо» (Киев) и Лос-Анджелес Лейкерс[3]
- Дипломированный повар[3]